# Гевелсберг
Гевелсберг (њем. Gevelsberg) град је у њемачкој савезној држави Северна Рајна-Вестфалија. Једно је од 9 општинских средишта округа Енепе-Рур. Према процјени из 2010. у граду је живјело 31.952 становника. Посједује регионалну шифру (AGS) 5954012, NUTS (DEA56) и LOCODE (DE GEB) код.

## Географски и демографски подаци
Гевелсберг се налази у савезној држави Северна Рајна-Вестфалија у округу Енепе-Рур. Град се налази на надморској висини од 132 - 336 метара. Површина општине износи 26,3 km². У самом граду је, према процјени из 2010. године, живјело 31.952 становника. Просјечна густина становништва износи 1.215 становника/km².

## Међународна сарадња
| Мјесто   | Држава    | Врста сарадње | Од    |
| -------- | --------- | ------------- | ----- |
| Шпротава | Пољска    | партнерство   | 1996. |
|          | Француска | партнерство   | 1973. |
| Извор    |           |               |       |